# 昌陵 (越南)

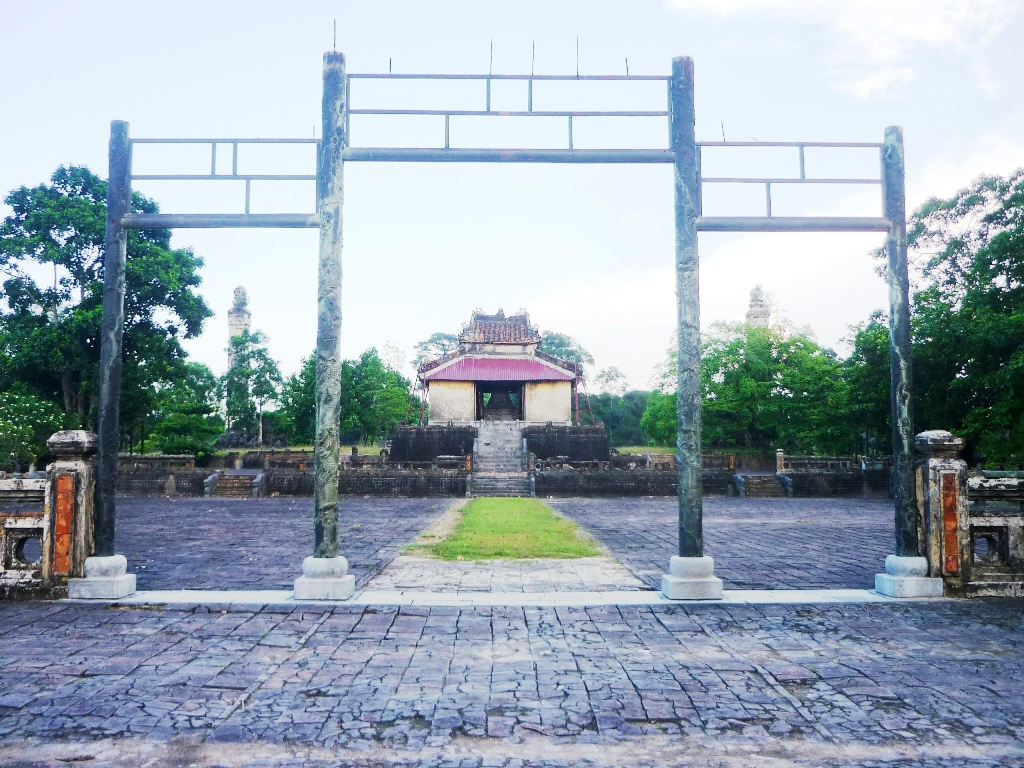
昌陵

昌陵（越南语：／），俗稱紹治陵（越南语：／），是越南阮朝第三代皇帝紹治帝的陵墓，位於顺化市水平社居正村。
1847年11月4日，紹治帝逝世，當時他尚未為自己準備陵墓。臨終前，紹治帝要求儲君阮福洪任（即嗣德帝）在建陵時模仿孝陵，且不能建太多的地面建築，以免勞民傷財。嗣德帝便令堪輿先生選擇了一座平山，在其之上建立昌陵。武文解奉命，於1848年2月11日正式興工起建。同年3月24日，昌陵正式建成，紹治帝被葬入地宮。

## 配置
分為左右兩區域，左寢廟、右陵墓平行並置。
寢廟區域，先有屏風，再有半月型湖，接著是坊門、神道、拝庭，寢殿區域則由方形牆壁圍繞，四門皆有門，正門為鴻澤門，寢殿為表德殿。
陵墓區域，則先有半月型的潤澤湖，再有屏風、銅門、前庭（有石像）、碑亭、德馨樓，德馨樓兩側並有華表。後有半月形的凝翠池，通過三個橋，到圓形葆城。
昌陵是阮朝歷代帝王陵墓中唯一一座面向西北的陵墓，且其地面建築沒有羅城對其進行保護。目前昌陵因年久失修，建築損壞嚴重。